# 336 (číslo)
Tři sta třicet šest je přirozené číslo, které následuje po čísle tři sta třicet pět a předchází číslu tři sta třicet sedm. Římskými číslicemi se zapisuje CCCXXXVI a řeckými číslicemi τλϛ.

## Matematika
336 je:
- Abundantní číslo
- Nešťastné číslo

## Astronomie
- (336) Lacadiera je planetka hlavního pásu, kterou objevil v roce 1892 Auguste Charlois

## Doprava
- Silnice II/336 je česká silnice II. třídy vedoucí na trase Uhlířské Janovice – Zruč nad Sázavou – II/150[1][2]

## Ostatní
- Počet prohlubní na golfovém míčku

## Roky
- 336
- 336 př. n. l.